# Hatutu
Hatutu, auch Hatutaʻa genannt, alte Namen: Langdon, Nexsen, ist eine unbewohnte Insel im südlichen Pazifischen Ozean, die geographisch zu den Marquesas und politisch zu Französisch-Polynesien gehört.

## Geographie
Die Insel ist 6,2 km lang, 1,3 km breit und liegt in der Nordgruppe der Marquesas, nordöstlich von Eiao, davon nur durch einen 5 km breiten Sund getrennt. Hatutu ist vulkanischen Ursprungs. Die überwiegend basaltischen Gesteine, aus denen die 6,6 km² große Insel besteht, sind 4,7 bis 4,9 Mill. Jahre alt.
Hatutu wird nicht von einem Saumriff geschützt. Eine heftige Brandung erreicht die steilen Kliffs unmittelbar. Küstenebenen und Strände fehlen völlig. Oberhalb einer bis zu 400 m hohen Steilküste liegt ein sanft gewelltes Hochplateau mit einer maximalen Höhe von 428 m, das von West nach Ost leicht abfällt.
Der größeren Hauptinsel ist im Norden eine pyramidenförmige, kahle und felsige Nebeninsel vorgelagert, auf der zahlreiche Seevögel brüten.
Hatutu zählt zu den regenärmsten Inseln der Marquesas. Dennoch kann es zu gelegentlichen Starkregen kommen, die jedoch wegen der geschlossenen Pflanzendecke keine so verheerenden Erosionen zur Folge haben wie auf der Nachbarinsel Eiao. Offene Wasserstellen oder Fließgewässer gibt es nicht. Nach den seltenen Regenfällen bilden sich auf dem Plateau kurzzeitig Süßwassertümpel, die aber bald austrocknen.

## Flora und Fauna
Hatutu ist das einzige noch ungestörte Trockenzonen-Ökosystem im Zentralpazifik. Im Gegensatz zur Nachbarinsel Eiao hat es Vegetationsschäden durch ausgesetzte europäische Haustiere nie gegeben. Die Insel ist daher, einschließlich des umgebenden maritimen Bereiches, seit dem 28. Juli 1971 Naturreservat und seit dem 14. August 2000 Habitat/Species Management Area der International Union for Conservation of Nature and Natural Resources (IUCN).

## Flora
Aus der Entfernung erscheint Hatutu kahl und leblos. Beim Betreten der Insel stellt man jedoch fest, dass das Hochplateau von einer geschlossenen, aber klimatisch bedingt spärlichen und niedrig wachsenden Vegetationsschicht bedeckt ist.
Ein großer Teil des Hochplateaus ist mit Büscheln des zu den Süßgräsern gehörenden, robusten Grases Leptochloa xerophila bewachsen. Ungefähr ein Drittel der Landfläche ist offenes Buschland mit Cordia lutea, durchsetzt mit einzelnen Waltheria indica. Dazwischen liegen verstreut kleine Haine von niedrig wachsenden Thespesia subcordata und Pisonia grandis.
In den steilen Kliffs behaupten sich stellenweise Ansammlungen des Grases Leptochloa xerophila sowie Portulaca lutea.

## Fauna
Wegen des Fehlens von Prädatoren, zum Beispiel Katzen und Ratten, ist die Insel ein wertvolles Rückzugsgebiet für seltene und bedrohte Vogelarten. Vier Landvogelarten kommen vor:
1. der Riffreiher Egreta sacra,
2. das Sumpfhuhn Porzana tabuensis,
3. die Marquesastaube Alopecoenas rubescens,
4. der Rohrsänger Acrocephalus percernis postremus, eine endemische Unterart des stark gefährdeten Nuku-Hiva-Rohrsängers.

In den steilen Kliffs, auf der Hochebene und der vorgelagerten felsigen Nebeninsel wurden 21 Seevogelarten beobachtet, von denen 19 auch brüten. Darunter sind:
1. die Fregattvogelarten Fregata minor und Fregata ariel, die in den kleinen Pisonia- und Thespesia-Hainen des Hochplateaus brüten,
2. die Tropikvögel Phaeton rubricauda und Phaeton lepturus,
3. Sturmtaucher der Arten Puffinus pacificus, Puffinus bailloni und Puffinus nativitatis,
4. Tölpel der Gattung Sula: Sula sula, Sula dactylatra und Sula leucogaster,
5. Noddiseeschwalben der Arten Anous stolidus und Anous minutus,
6. die Feenseeschwalbe (Gygis alba).[6]

## Geschichte
Der Anthropologe Ralph Linton schreibt, dass es keine Bauwerke polynesischen Ursprunges auf der Insel gäbe. Hatutu sei daher niemals bewohnt gewesen. Linton hat die Insel jedoch selbst nicht betreten, er beruft sich auf Berichte der Einwohner von Nuku Hiva. Botaniker haben 1988 punktuell einige spärliche Reste polynesischer Steinstrukturen gesehen, die jedoch bislang archäologisch nicht untersucht sind. Das Alter ist nicht bekannt, ebenfalls nicht, ob es sich um Spuren einer Ansiedlung oder zeitweiliger Aufenthalte von Bewohnern der Nachbarinseln, etwa zum Fischfang in den umgebenden Gewässern, handelt. Einen dauerhaften Besiedlung steht das Fehlen von Trinkwasserquellen entgegen.
Am 21. April 1791 erreichte der US-amerikanische Kapitän und Fernhändler Joseph Ingraham mit seiner Brigantine Hope die Inseln Eiao und Hatutu. Er erkundete sie jedoch nicht näher und ging nicht an Land. Hatutu taufte er „Hancock Island“, nach John Hancock, dem Gouverneur von Massachusetts.
Nur zwei Monate später kam der Franzose Étienne Marchand mit seinem Handelsschiff Solide vor der Insel Hatutu an, ohne von der vorangegangenen Entdeckung Ingrahams zu wissen. Er gab ihr den Namen „Île Chanal“ nach seinem Offizier Victor-Prospère Chanal. Auch Marchand betrat Hatutu nicht.
Am Morgen des 6. Juni 1798 erreichte das Handelsschiff Betsey unter dem Kommando von Edmund Fanning die Insel Hatutu. Fanning ging ebenfalls nicht an Land. Er hielt sich für den Erstentdecker und gab der Insel den Namen „Nexsen“, nach dem Kaufmann Elias Nexsen aus New York City, dem Reeder seines Schiffes.
Edward Robarts, Besatzungsmitglied des amerikanischen Walfangschiffes Euphrates aus New Bedford, desertierte im Dezember 1798 und siedelte sich auf Nuku Hiva an. Er nannte Hatutu „Langdon Island“, doch hat er die Insel wahrscheinlich nie betreten.
Die Whitney South Sea Expedition, eine privat finanzierte Forschungsexpedition, deren Ziel die Sammlung von Vogelpäparaten für das American Museum of Natural History in New York City war, erreichte 1922 Hatutu und die Nachbarinsel Eiao. Die Forschungsergebnisse wurden jedoch nur teilweise veröffentlicht.
Die Botaniker Steve Perlman and Ken Wood vom National Tropical Botanical Garden auf Kauai (Hawaii) besuchten sechs der zwölf Marquesas-Inseln im Jahr 1988, darunter auch Hatutu. Sie untersuchten die Flora der Insel, insbesondere im Hinblick auf mögliche Umweltschäden.

## Verwaltung
Das unbewohnte Hatutu gehört politisch zum französischen Überseeland (Pays d'outre-mer – POM) Französisch-Polynesien und zur commune associée Taiohae der Gemeinde Nuku Hiva. Das Betreten der Insel bedarf der behördlichen Erlaubnis, die nur für wissenschaftliche Zwecke erteilt wird. Hatutu ist ohnehin für Touristen kaum erreichbar, da es keinerlei Schiffsverbindungen dorthin gibt. Außerdem ist die Landung an der unzugänglichen Steilküste wegen der heftigen Brandung schwierig und gefährlich.